# (30375) Kathuang
(30375) Kathuang est un astéroïde de la ceinture principale d'astéroïdes.

## Description
(30375) Kathuang est un astéroïde de la ceinture principale d'astéroïdes. Il fut découvert le 9 mai 2000 à Socorro (Nouveau-Mexique) par le projet LINEAR. Il présente une orbite caractérisée par un demi-grand axe de 2,52 UA, une excentricité de 0,16 et une inclinaison de 3,3° par rapport à l'écliptique.

## Compléments